# Ricardo Fischer
Ricardo Fischer,  nacido el 16 de mayo de 1991 en São Paulo (Brasil) es un jugador de baloncesto brasileño con nacionalidad austríaca que actualmente pertenece a la plantilla del Bilbao Basket de la ACB y juega en la selección de baloncesto de Brasil.

## Trayectoria
Inició su carrera profesional en el Perú, en las filas del Club Hebraica y más tarde, se marcharía a Europa muy joven para jugar en Suiza, en las filas del Hérens Sion.
Tuvo un paso por Turquía en las filas del Beşiktaş Cola Turka y por Italia en el Fortitudo Bologna, antes de volver a su país.
Su explosión se produjo en el Bauru, con el que fue campeón de la Liga de las Américas en 2015 y máximo asistente (7,6) en 2016. Fue ese campeonato el que le permitió enfrentarse al Real Madrid en la Copa Intercontinental, anotando la canasta ganadora en la ida y 26 puntos en la vuelta. En las filas del Baurú era una de las piezas fundamentales, también ese curso se enfrentaron a los New York Knicks, en un amistoso de la pretemporada americana, frente a quienes firmó un imponente triple-doble gracias a sus 11 puntos, 10 asistencias y 10 rebotes.
En 2016, Fischer llegó a Flamengo, tras ser uno de los jugadores más destacados de las últimas temporadas de la NBB brasileña, donde promediaría 8.2 puntos, 2.7 rebotes y 4.7 asistencias por partido, equipo al que llegó para suplir la marcha de Rafael Luz a Baskonia.
En la temporada 2017-18, vuelve a Europa, firmando por el Bilbao Basket.